# Astún-Candanchú
Astún-Candanchú est un domaine skiable à proximité du col du Somport né de la jonction des stations Astún et Candanchú. C'est l'un des domaines skiables alpins les plus importants des Pyrénées.

## Domaine skiable
Officiellement, Astún-Candanchú compte 80 km de pistes balisés, mais en pratique, 105 km. Pour obtenir le chiffre de 105 km de pistes, il est nécessaire de prendre en compte les itinéraires non-balisés ainsi que les pistes balisées non indiquées sur le plan. En effet, au cours des 10 dernières années, la fiscalité de la communauté autonome d'Aragon est devenue avantageuse pour les (petites) stations de ski de taille inférieure à 40 km de pistes, ce qui a incité les stations de Astún et Candanchú à réduire le nombre de km de pistes officiels. Avant la mise en place de cette loi, Candanchú totalisait 53 km de pistes, et Astún 44 km de pistes. En ajoutant les itinéraires non-balisés, Astún-Candanchú totalise 105 km de pistes réelles.
Un plan des pistes balisées est disponible ici.